# أثيناغوراس الأول
أثيناغوراس الأول (6 أبريل 1886 - 7 يوليو 1972) هو بطريرك القسطنطينية المسكوني وروما الجديدة، ويُعتبر البطريرك الأول منذ سقوط القسطنطينية الذي لم يكن يحمل الجنسية التركية عند انتخابه.

## حياته
ولد لعائلة يونانية عام 1886 وكرس نفسه للدين في سن مبكرة بسبب التشجيع الذي حصل عليه من والدته وكاهن قريته،
بعد انتهائه من دراسته الثانوية عام 1903 دخل معهد خالكي اللاهوتي وتم ترسيمه شماساً عام 1910
عام 1922 تم انتخابه مطراناً لمدينة كورفو، ثم عيّن رئيساً لأساقفة شمال أمريكا وجنوبها في 30 آب 1930
في 1 تشرين الأول 1949 تم انتخابه بطريرك للقسطنطينية.

## أعماله
قام بتأسيس مدرسة الصليب المقدس للاهوت في بوسطن عام 1947. التقى بالبابا بولس السادس عام 1964 وتم إلغاء الحرمان الكنسي المتبادل بين الكنيستين الأرثوذكسية والكاثوليكية بعد أكثر من عشرة قرون على حدوث الانشقاق الكبير عام 1054

## وفاته
توفي بسبب الفشل الكلوي في 7 تموز 1972 في اسطنبول عن عمر 86 عام.

## روابط خارجية
- أثيناغوراس الأول على موقع الموسوعة البريطانية (الإنجليزية)
- أثيناغوراس الأول على موقع مونزينجر (الألمانية)